# Bleu de gardénia
Le bleu de gardénia est un additif alimentaire. Listé sous le numéro INS 165 (E165) au codex Alimentarius, c'est un colorant bleu de type caroténoïde, dérivé du jaune de gardénia. Celui-ci, issu des fruits de gardénia ou des stigmates de safran, est principalement composé de crocine et de crocétine. On ne connaît pas la composition exacte du bleu de gardénia lui-même, il n'est pas autorisé dans l'Union européenne.